# Ернст Фьорстеман
Ернст Вільгельм Ферстеманн (18 вересня 1822, Данциг — 4 листопада 1906, Шарлоттенбург) — німецький історик, математик, доктор лінгвістики, бібліотекар і директор Саксонської державної бібліотеки (нім. Sächsische Landesbibliothek) у Дрездені . Він відомий як засновник досліджень ономастики та народної етимології в Німеччині, а також завдяки своїм основним внескам, зробленим у перші роки досліджень маянізму, щодо розшифровки та розуміння календарних елементів у доколумбовому сценарії мая.

## Біографія
Ернст Вільгельм Ферстеманн народився в Данцигу у родині математика Вільгельма Августа Ферстемана. Його сім'я походила з Нордгаузена.
З 1831 по 1840 рр. він навчався в місцевій гімназії, де його батько працював учителем математики.
У 1840 р. Ферстеманн поїхав вивчати порівняльну лінгвістику в Берлінський університет імені Гумбольдта, але в 1841 році переїхав до Галле, де продовжив навчання в Університеті Мартіна Лютера в Галле-Віттенберзі. Впродовж університетських років Ферстеману особливо сприяли Карл Лахманн, Франц Бопп та Август Фрідріх Потт.
Після поверненню з Галле, Ферстеман був призначений помічником викладача в гімназії Данцига, а також працював приватним репетитором до 1848 р. У 1845 р. Він взяв здав спеціальний іспит »Staatsexamen" у Берліні. Ферстеманн також був єдиним учасником змагань, проведених Якобом Гріммом, що вимагали переліку імен, які використовувались у Німеччині до 1100 року Незважаючи на те, що він лише подав проект, він виграв приз і Гримм запропонував опублікувати закінчену роботу в 1858 р.
Коли Ферстеману запропонували посаду бібліотекаря в Бібліотеці ім. Фюрста Цульберга-Вернігеродеше в 1851 році, він звільнився з посади в Данцигу і поїхав до Вернігероде. Крім того, він додав до фондів бібліотеки близько 20 000 томів. На додаток до роботи бібліотекарем, Ферстеманн також викладав у місцевій гімназії.
У 1865 р. Ферстемана запросила до Дрездена Єлизавета Людовіка Баварська, вдова прусського короля Фрідріха-Вільгельма IV. Там він замінив Густава Клемма на посаді головного бібліотекаря Королівської публічної бібліотеки (нині Саксонська державна бібліотека), де зберігався Дрезденський кодекс . Ферстеман реорганізував бібліотеку і почав працювати над новим каталогом. У 1887 році він подав у відставку у віці 65 років. Він очолив приватну бібліотеку короля та бібліотеку Секундогенітур (Дрезден) .
За свої заслуги Ферстеманн отримав орден Альберта в 1892 році
У наступні роки Ферстеман підготував видання рукопису мая, а також кілька трактатів про нього. Найважливішими були його послуги на користь реорганізації бібліотеки. У 1894 році він розшифрував системи нумерації мая.
У 1899 році Ферстеман вийшов на пенсію і через рік переїхав до Шарлоттенбурга, де помер 4 листопада 1906 року.

## Найвідоміші праці
- Altdeutsches Namenbuch, 2 т., 1856/59. Обговорення старих німецьких власних імен, перший том присвячений іменам осіб, а другий — місцям.
- Über die Gräflich Stolbergische Bibliothek zu Wernigerode, 1866
- Mitteilungen der königlichen öffentlichen Bibliothek zu Dresden, 1866 і далі.
- Geschichte des deutschen Sprachstammes, 2 т. 1874/75 (перевидано 1966; дехто називає його найважливішою роботою)
- Граф Крістіан Ернст цу Стольберг-Вернігероде, Ганновер 1886.
- Zur Entzifferung der Mayahandschriften, 7 т. 1887/98
- Aus dem alten Danzig, 1820-40, 1900
- Zur Geschichte der Bücher-Sammlungen in der Grafschaft Wernigerode bis zum Dreißigjährigen Kriege, insbesondere der Sammlung Graf Wolfgang Ernst zu Stolberg (angelegt von etwa 1569—1606)., не датований РС.